# Guy van Boulogne

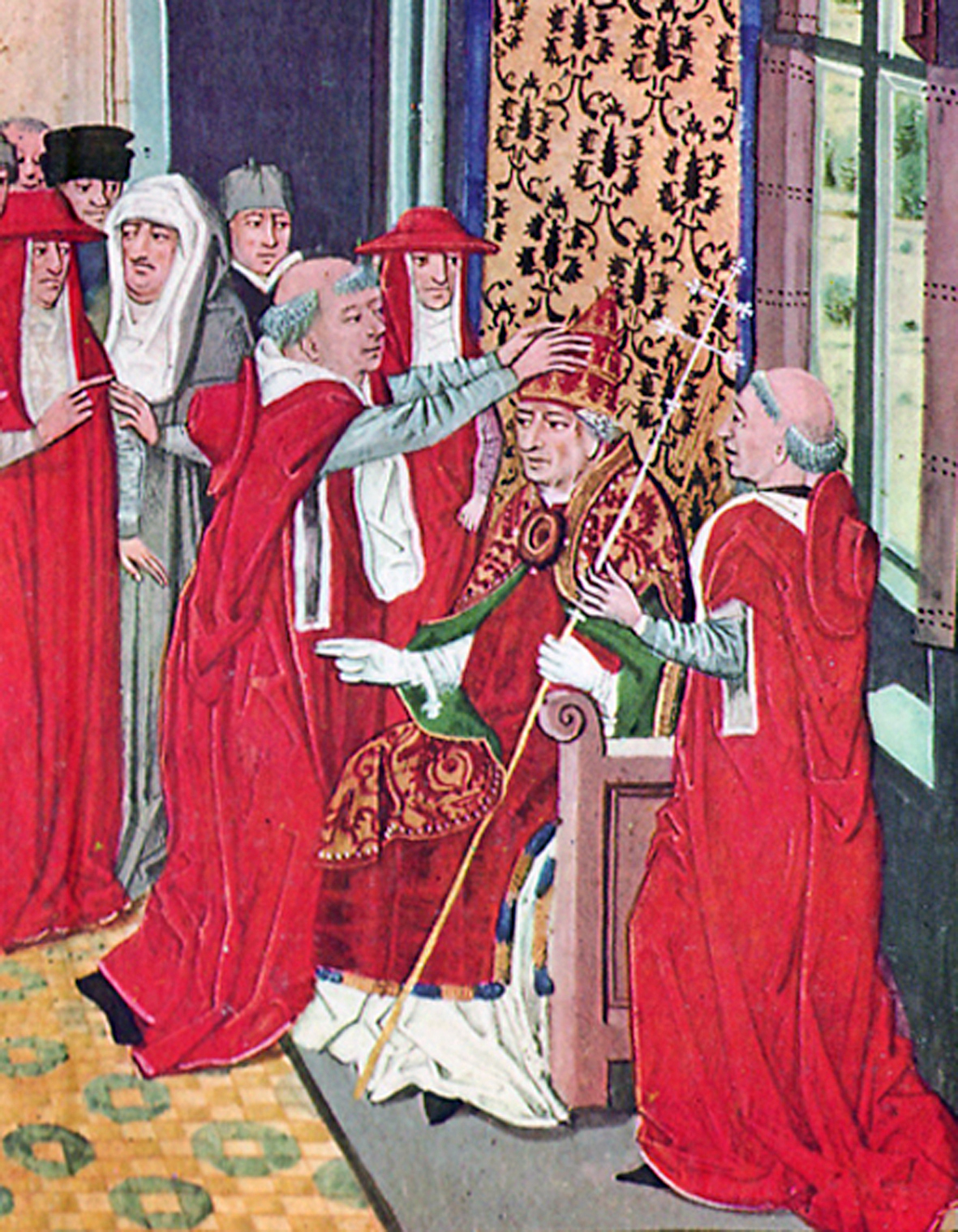
Guy van Boulogne wijdt Paus Gregorius XI. Miniatuur in de Kroniek van Froissart (15e eeuw)

Guy de Boulogne (Boulogne, 1313 - Lerida, 5 december 1373) was een kardinaal van de Rooms-Katholieke Kerk, aartsbisschop van Lyon en proost van Sint-Donaas in Brugge.

## Levensloop
Guy de Boulogne, ook Guido de Bolonia of Gwijde van Boulogne (Bonen) genoemd, was de zoon van graaf Robert van Boulogne en Auvergne en van Maria van Vlaanderen, dochter van Jan van Dampierre, heer van Dendermonde. Hij was de kleinneef van de Franse koning Lodewijk IX, de halfbroer van Johanna die trouwde met Jan II de Goede, koning van Frankrijk en de neef van Guy de Boulogne die bisschop van Doornik was (1301-1324). Hij was ook de grootoom van Robert van Genève die de eerste tegenpaus in Avignon zou worden onder de naam van Clemens VII. Hij was ook verwant met Karel de Slechte, koning van Navarra.
- Volgens sommige bronnen was hij in 1324 al bisschop van Kamerijk.
- In 1331 begon hij aan zijn rechtenstudies. Hij werd door paus Gregorius XI tot priester gewijd.
- In 1328 werd hij kanunnik in Reims
- In 1331 een prebende van kanunnik in Bayeux
- In 1340: aartsdiaken in Terwaan
- 11 oktober 1340: aartsbisschop van Lyon tot 1342
- Op 20 september 1342 werd hij door paus Clemens VI benoemd tot kardinaal en werd hij met taken belast aan de Curie.
- 1343: prebende van kanunnik in Sint-Lambertus in Luik
- 1343: proost van de benedictijnenkloosters Dhuizel en Caumont
- 1351: kardinaal-aartsbisschop van Porto
- 1360: decaan van het College van kardinalen

Hij bleef voortdurend in dienst van de pauselijke curie en volbracht verschillende belangrijke en delicate zendingen.
Boulogne werd vergiftigd op aanzetten van Karel van Navarra.

## Proost van Sint-Donaas in Brugge
Het is na een lange wachttijd dat hij eindelijk proost van Sint-Donaas werd. De paus had het hem al vijftien jaar voordien beloofd. Boulogne oefende taken uit aan de curie en verscheen nooit in het Brugse kapittel. Hij zorgde er wel voor dat enkele vrienden en kennissen kanunnik in dit kapittel konden worden. Hij bleef dertig jaar lang proost van Sint-Donaas, tot aan zijn dood, ook al had hij veel andere beneficies, zodat men zich kan afvragen wat hem speciaal met Brugge en het graafschap Vlaanderen verbond.
- 1329: de proosdij van Sint-Donaas wordt door de paus aan hem voorbehouden
- 1343: de post is vacant na de dood van Ottobon de Caretto en zijn benoeming wordt bevestigd maar er is betwisting vanwege P. De Chambeliaco.
- 1347: Chambeliaco overleden, de proosdij wordt definitief bevestigd voor Guido van Boulogne

Er blijven hier wel vraagtekens. De rechtstreekse opvolging Caretto - Boulogne, wordt in sommige opgaven tegengesproken door het tussenschuiven van Culent en Chambly. De juiste toedracht zal verdere opzoekingen vereisen.
De graaf van Vlaanderen, Lodewijk van Male, nam er zoals zijn voorganger akte van dat hij eigenlijk niet meer kon rekenen op de proost van Sint-Donaas om daadwerkelijk als zijn naaste 'minister' op te treden. In 1349 stelde hij dan ook een 'grafelijke kanselier' aan, zonder evenwel aan de proost de titel van 'erfachtig kanselier van Vlaanderen' te ontnemen, die al onder Lodewijk II van Nevers louter ceremonieel was geworden.